# 飽和潛水

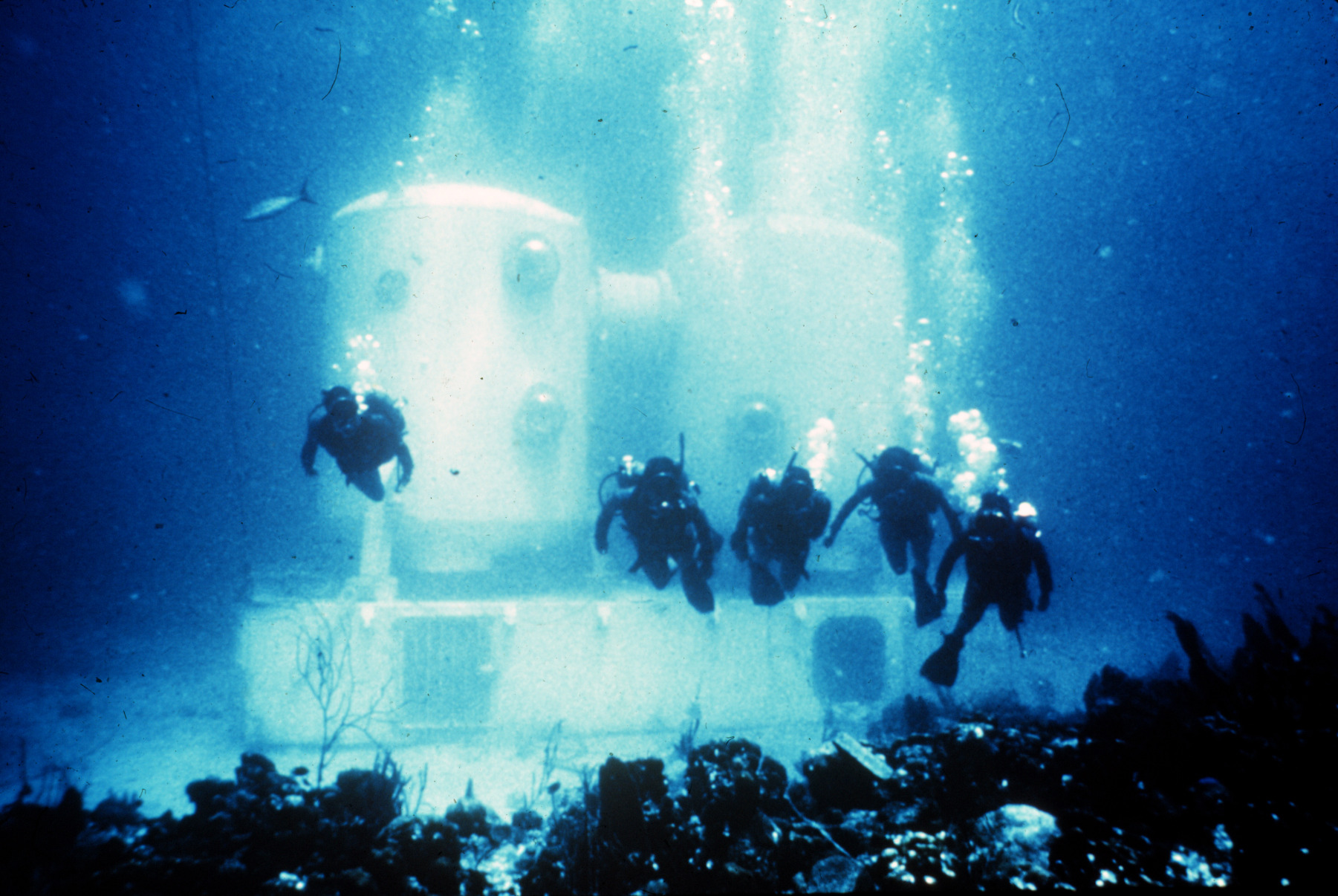
進行飽和潛水的潛水員

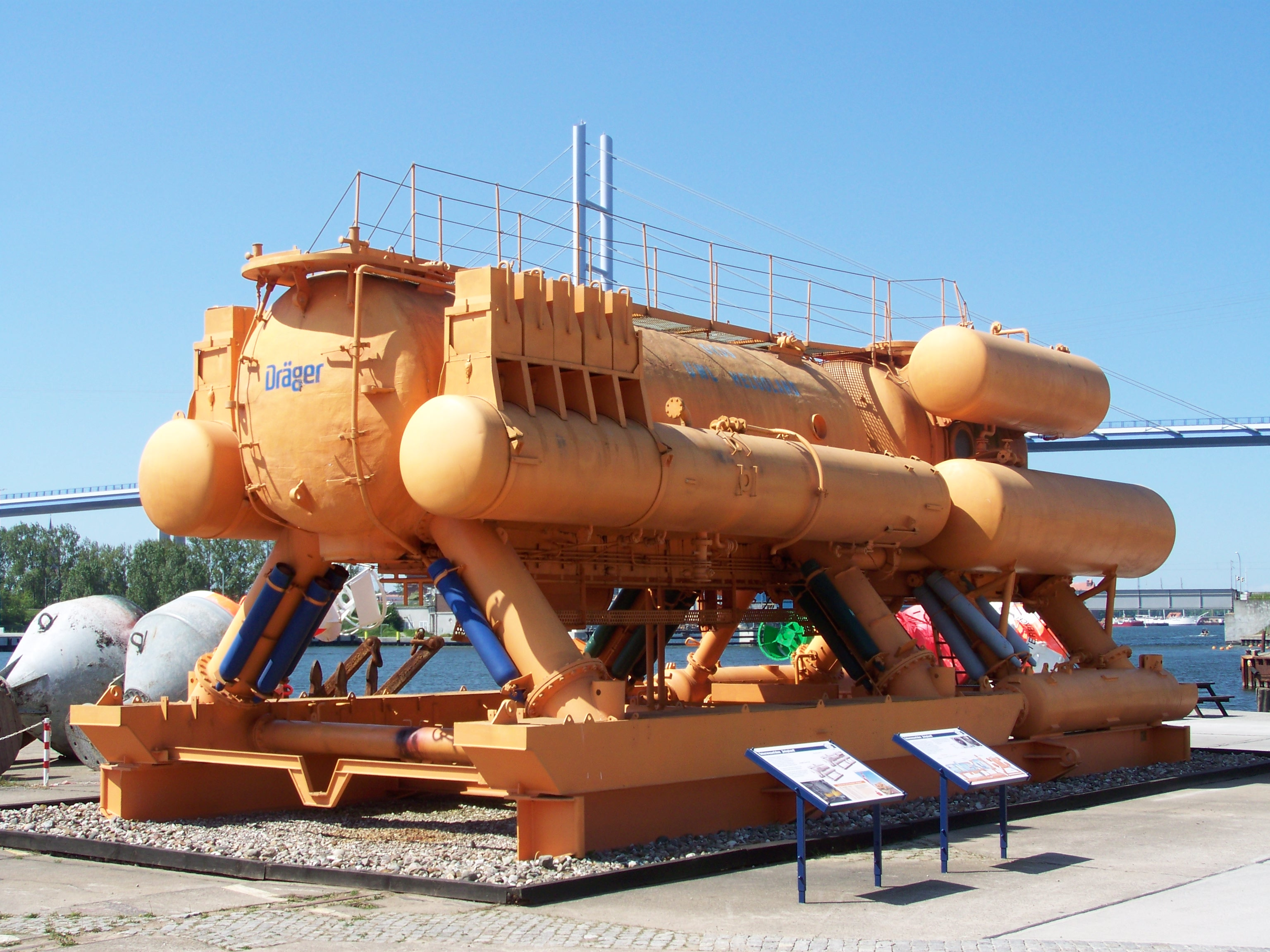
德國的一個供飽和潛水用的水中加壓艙

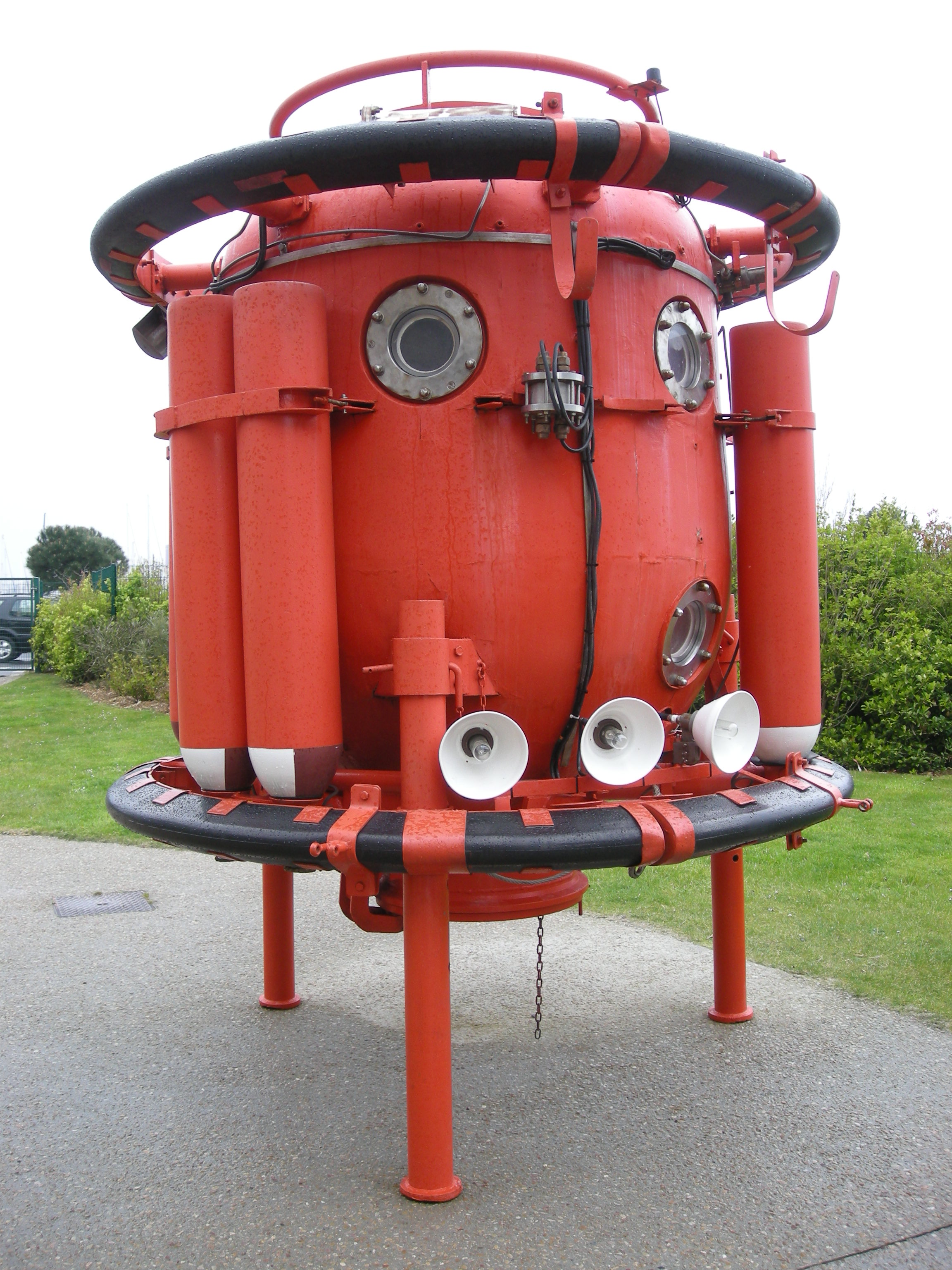
飽和潛水用的潛水鐘

飽和潛水（英語：Saturation diving）是一門可讓潛水員潛入深海及長時間停留的技術，與一般水肺潛水相比，能夠顯著延長在100米以上的深度的潛水時間，同時不會增加發生減壓症的風險，因為飽和潛水需要大量支援設備，所以主要應用於海底油氣開採、大型基建及深海打撈等工業應用，現時飽和潛水的最大水深達到700米。

## 因由
深海潛水的最大威脅是減壓症，當潛水員使用水肺潛水時，因為吸氣時肺部要抵抗水壓，所以要提升潛水氣瓶的供氣氣壓，讓肺部能夠吸入水肺提供的空氣。一般潛水氣瓶的壓縮空氣中有78%是氮氣，而氧氣則佔21%，這也是一般人在地球表面的的大氣層呼吸的氣體組成成分，然而持續在水壓下吸入高壓空氣時，根據亨利定律，將會使氮氣通過肺氣泡進入血液，進而溶入身體組織，身體的含氮量會隨潛水的時間、水深或次數而累積。當潛水員上浮時，肺部承受的水壓隨水深減少而下降，在身體組織內的氮便會逆向進入血液，但如果突然有大量的氮進入血液，將可造成血管被氮氣阻塞，引致一系列病變，亦即發生常被稱為潛水夫症的減壓症，嚴重的症狀可導致死亡。因此潛水員在結束潛水時，不能立即上浮到水面，必須緩慢地上浮，使肺部承受的水壓逐漸減少，降低吸入空氣的壓力，通過減壓程序，將身體內的氮通過呼吸過程漸漸釋出，由於必須有足夠的時間進行減壓停留，故此管控時間對潛水安全十分重要。因為潛水深度每增加10米，水壓便會增加一個標準大氣壓，隨著水壓因水深而增加，利用水肺呼吸時便會有更多的氮進入人體組織，在水中的所需的減壓時間亦隨著潛水深度的增加而延長，在深潛時往往會發生用於減壓的時間比實際水中作業還長的情況，若然潛水員無法在水中完成減壓，便要在上浮後立即進入已準備好的潛水加壓艙進行減壓，避免出現嚴重的減壓症症狀。

## 方法
雖然吸入高壓空氣潛水時會有氮溶解入身體組織，也因為這些氮產生減壓症，不過氮在同一水深能夠進入人體組織的份量是有上限的，也就是當人體組織中的氮進入飽和狀態時，便不會再有氮溶解入人體組織之中。由於在同一水深安全浮出水面所需進行的減壓時間是固定的，如能夠減少浮出水面的次數，或者完成在水中所有工作後才為浮出水面而進行一次過的減壓，將可大大減少累計的減壓時間，也就是相對有更多可在水中工作的時間，並且可以根據水深的增加提升飽和量，從而可潛入更深處。然而當身體進入氮飽和的狀態，也意味著要更長時間的減壓才可以返回水面，因此便要解決如何長時間在水中維持飽和狀態，其中一個方法是在水中設立可供潛水員生活的水中加壓艙，這種加壓艙的內部氣壓相當於潛水員在最大潛水水深使用水肺的吸氣氣壓，可讓在加壓艙中棲息的潛水員維持飽和狀態，期間可多次佩戴水肺離開加壓艙到水中工作，到需要休息、睡眠、進食或排泄時便返回加壓艙，潛水員在水中加壓艙生活，直至完成工作或有需要時才進行減壓返回水面。雖然飽和潛水可獲得更長的水中工作時間及工作水深，但所需的專門器材及事前準備也比一般潛水多得多，除了可供潛水員在深水處長時間棲息的加壓艙，也要有可吊放潛水鐘的潛水支援船，由於水中加壓艙發生事故時，在艙內棲息的潛水員的身體仍處於飽和狀態，不能立即離艙浮出水面，否則會發生嚴重的減壓症，所以救援時便需要使用內部可加壓的密閉式潛水鐘或逃生艙，在上浮過程中維持飽和狀態，潛水員到達水面後要繼續完成減壓程序。此外，潛水員長時間在水中加壓艙棲息，也要面對生活單調，以至身心健康問題，另外如何掌握水中加壓艙的氣體濃度也絕非易事。

## 外部鏈接
维基共享资源上的相關多媒體資源：飽和潛水